# Werelduurrecord (atletiek)
Bij het werelduurrecord atletiek gaat het erom, om in een uur een zo groot mogelijke afstand op een 400 meter baan af te leggen. Na een uur lopen geldt het achterste been voor de meting van de afgelegde afstand. Het huidige record is sinds 4 september 2020 bij de mannen in handen van de Brit Mo Farah (21.330 m) en bij de vrouwen van de Nederlandse Sifan Hassan (18.930 m).
De eerste uurloop vond plaats rond 1690 in Engeland en werd gelopen door E. Preston uit Leeds. Preston haalde in het uur een afstand tussen de 16 en de 19,2 kilometer, maar dit werd nooit als een werelduurrecord erkend.
Er worden zelden wedstrijden over een uur gehouden, vooral omdat het lastig is voor de jury om van alle lopers precies vast te stellen, waar ze zich na een uur bevonden. Soms wordt een speciale recordpoging georganiseerd voor een bepaalde atleet, waarbij slechts een paar anderen ter ondersteuning een deel van de race meelopen. Zo is het bijvoorbeeld gegaan bij de wereldrecords van Jos Hermens.
Doordat de uurloop zelden wordt gelopen, staan de records niet scherp. Zo was bij de vrouwen eind 2006 de gemiddelde snelheid van het wereldrecord op de halve marathon 18.968 m beduidend sneller dan het wereldrecord op het uur. Zelfs bij het record op de marathon ligt de snelheid hoger dan bij het uurrecord, namelijk 18.695 m. Bij de mannen is het record op de halve marathon (21.098 m) met een hogere snelheid gelopen (21,6 km/h). Op grond hiervan zou het uurrecord dus 300 meter beter kunnen.

## Wereldrecordontwikkeling

### Mannen
Erkend door de IAAF:
| Afstand  | Naam               | Land                | Datum             | Plaats         |
| -------- | ------------------ | ------------------- | ----------------- | -------------- |
| 18.742 m | Alfred Shrubb      | Verenigd Koninkrijk | 5 november 1904   | Glasgow        |
| 19.021 m | Jean Bouin         | Frankrijk           | 6 juli 1913       | Stockholm      |
| 19.210 m | Paavo Nurmi        | Finland             | 7 oktober 1928    | Berlijn        |
| 19.339 m | Viljo Heino        | Finland             | 30 september 1945 | Turku          |
| 19.558 m | Emil Zátopek       | Tsjecho-Slowakije   | 15 september 1951 | Praag          |
| 20.052 m | Emil Zátopek       | Tsjecho-Slowakije   | 25 september 1951 | Stara Boleslav |
| 20.190 m | Bill Baillie       | Nieuw-Zeeland       | 24 augustus 1963  | Auckland       |
| 20.232 m | Ron Clarke         | Australië           | 27 oktober 1965   | Geelong        |
| 20.644 m | Gaston Roelants    | België              | 28 oktober 1966   | Leuven         |
| 20.784 m | Gaston Roelants    | België              | 20 september 1972 | Brussel        |
| 20.907 m | Jos Hermens        | Nederland           | 28 september 1975 | Papendal       |
| 20.944 m | Jos Hermens        | Nederland           | 1 mei 1976        | Papendal       |
| 21.101 m | Arturo Barrios     | Mexico              | 30 maart 1991     | La Flèche      |
| 21.285 m | Haile Gebrselassie | Ethiopië            | 27 juni 2007      | Ostrava        |
| 21.330 m | Mo Farah           | Verenigd Koninkrijk | 4 september 2020  | Brussel        |

### Vrouwen
| Afstand                                      | Naam                | Land           | Datum            | Plaats         |
| -------------------------------------------- | ------------------- | -------------- | ---------------- | -------------- |
| 14.141                                       | Anne O'Brien        | Ierland        | 3 oktober 1965   | Dublin         |
| 14.438                                       | Anne O'Brien        | Ierland        | 10 oktober 1965  | Dublin         |
| 15.955                                       | Elsa Pasquali       | Italië         | 29 december 1965 | Schio          |
| 16.872                                       | Christa Vahlensieck | West-Duitsland | 24 mei 1975      | Bochum         |
| 16.916                                       | Margherita Gargano  | Italië         | 20 november 1976 | Milaan         |
| 17.202                                       | Christa Vahlensieck | West-Duitsland | 25 juli 1978     | Remscheid      |
| Officieel door de IAAF erkende wereldrecords |                     |                |                  |                |
| 18.084 m                                     | Silvana Cruciata    | Italië         | 2 mei 1981       | Rome           |
| 18.340 m                                     | Tegla Loroupe       | Kenia          | 7 augustus 1998  | Borgholzhausen |
| 18.517 m                                     | Dire Tune           | Ethiopië       | 12 juni 2008     | Ostrava        |
| 18.930 m                                     | Sifan Hassan        | Nederland      | 4 september 2020 | Brussel        |

(Nog geen bron gevonden voor de chronologie.)